# Amga (Ort)
Amga (russisch Амга́; jakutisch Амма/Amma) ist ein Dorf in der Republik Sacha (Jakutien) mit 6533 Einwohnern (Stand 14. Oktober 2010).

## Geographie
Die Siedlung liegt im nordöstlichen Teil des Lenaplateaus, etwa 175 Kilometer Luftlinie südöstlich der Republikhauptstadt Jakutsk, am linken Ufer des gleichnamigen Aldan-Nebenflusses Amga, bei der Einmündung des Krestjach.
Amga ist Verwaltungszentrum des Ulus (Rajons) Amga.

## Geschichte
Das Dorf wurde 1652 von russischen Kosaken während ihres Vordringens nach Osten gegründet und gehört damit zu den ältesten russischen Ansiedlungen in Ostsibirien. Es wurde zunächst nach dem Fluss Amga-Sloboda oder Sloboda Amga genannt; der Flussname selbst ist von ewenkischen amnga für Schlucht abgeleitet, Sloboda ist eine übliche russische Bezeichnung vorrangig für Handels- und Handwerkersiedlungen. 1680 wurde eine erste russisch-orthodoxe Kirche errichtet, die in Folge mehrmals abbrannte und neu gebaut wurde. Ab 1695 wurde in der Umgebung Landwirtschaft betrieben. Damit wurde die Gegend zum ersten Ackerbaugebiet Jakutiens.
Im 19. und frühen 20. Jahrhundert war Amga politischer Verbannungsort. Zwischen 1879 und 1885 verbrachte dort der russische Schriftsteller Wladimir Korolenko mehrere Jahre seiner Verbannung, von 1881 bis 1886 der Narodowolze Ossip Aptekman und von 1901 bis 1904 der Schriftsteller Georgi Tschulkow.
Im Russischen Bürgerkrieg waren Amga und Umgebung Schauplatz erbitterter Kämpfe zwischen roten und weißen Truppen unter Anatoli Pepeljajew.
Seit 1911 war Amga Verwaltungssitz eines Ulus; 1930 wurde es Zentrum des gleichnamigen Rajons in den heutigen Grenzen (heute wieder als Ulus bezeichnet).

### Bevölkerungsentwicklung
| Jahr | Einwohner |
| ---- | --------- |
| 1939 | 1230      |
| 1959 | 2348      |
| 1970 | 3542      |
| 1979 | 4103      |
| 1989 | 5191      |
| 2002 | 6359      |
| 2010 | 6533      |

Anmerkung: Volkszählungsdaten

## Kultur und Sehenswürdigkeiten
In Amga gibt es seit 1965 ein vorwiegend den Ereignissen des Russischen Bürgerkrieges gewidmetes Museum.

## Wirtschaft und Infrastruktur
Amga ist Zentrum eines Landwirtschaftsgebietes mit Rinder- und Pferdehaltung sowie Anbau von Kartoffeln und Gemüse. Es gibt einige verarbeitende Betriebe für den regionalen Bedarf.
Der Ort ist Endpunkt der Regionalstraße R502, über die ganzjährige Verbindung nach Nischni Bestjach, an der Fernstraße M56 am rechten Ufer der Lena gegenüber Jakutsk gelegen, besteht. Von Amga führt eine Winterstraße weiter nach Ust-Maja an der Mündung der Maja in den Aldan; es gibt vage Pläne, diese für ganzjährigen Betrieb auszubauen und ungefähr entlang der alten Handelsroute Amgino-Ajanski trakt (Amga-Ajan-Trakt) bis Ajan zu verlängern und so eine kürzestmögliche Verbindung zwischen Zentraljakutien und Ochotskischem Meer zu schaffen.
In Amga gibt es eine Anlegestelle an der schiffbaren Amga und einen kleinen Flugplatz (ohne ICAO-Code, russischer Code УЕЕВ).